# Фицджеральд, Джордж, 16-й граф Килдэр
Джордж Фицджеральд (англ. George FitzGerald, 16th Earl of Kildare; 23 января 1612 — 29 мая 1660) — ирландский аристократ, 16-й граф Килдэр (1620—1660), 2-й барон Оффали (1658—1660), пэр Ирландии. Известный как «Граф Фейри» (Фейри — существа потустороннего мира ирландской мифологии).

## Биография
Сын Томаса Фицджеральда (ум. 1619) и Фрэнсис Рэндольф. Внук Эдварда Фицджеральда (род. 1502) и Агнессы Ли, правнук Джеральда Фицджеральда, 9-го графа Килдэра (1487—1534). Учился в колледже Крайст-черч в Оксфорде.
11 ноября 1620 года после смерти своего родственника, Джеральда Фицджеральда, 15-го графа Килдэра (1611—1620), восьмилетний Джордж унаследовал титул, замки и поместья графов Килдэр. Первоначально король назначил опекуном юного графа Килдэра герцога Леннокса. После смерти последнего несовершеннолетний Джордж Фицджеральд и его имущество перешли под опеку Ричарда Бойля, 1-го графа Корка.
В 1634 году граф Килдэр стал заседать в Ирландской палате лордов и был назначен полковником пехотного полка английской армии в Ирландии. С помощью материальной поддержки своего тестя, графа Корка, Джордж Фицджеральд перестроил свой родовой замок в Мейнуте (графство Килдэр).
В 1638 году граф Килдэр был заключен в тюрьму по распоряжению лорда-депутата Ирландии Томаса Уэнтуорта, 1-го графа Стаффорда за отказ предъявить документы на право собственности на свои владения.
В 1641 году Джордж Фицджеральд был назначен губернатором графства Килдэр. В том же году он принял участие в Ирландском восстании. Во время восстания его земли сильно пострадали, замок Мейнут был захвачен и разграблен ирландскими конфедератами. После высадки в 1649 году Оливера Кромвеля в Ирландии полк графа Килдэра был расформирован.
В 1658 году после смерти Летиции Дигби, 1-й баронессы Оффали, Джордж Фицджеральд, 16-й граф Килдэр, унаследовал титул 2-го барона Оффали.
29 мая 1660 года 48-летний Джордж Фицджеральд, 16-й граф Килдэр, скончался, он был похоронен в городе Килдэр. Графский титул унаследовал его старший сын Вентворт Фицджеральд, 17-й граф Килдэр.

## Семья
15 августа 1630 года 18-летний Джордж Фицджеральд женился на леди Джоан Бойль (1611 — 11 марта 1657), дочери своего опекуна, Ричарда Бойля, 1-го графа Корка (1566—1643), и его второй жены Кэтрин Фентон (ум. 1629). У супругов было три сына и шесть дочерей. Один из сыновей (старший — Роберт) и две дочери умерли в детстве. Ещё одна дочь — Кэтрин, не вышла замуж. Дети этого брака:
- Вентворт Фицджеральд, 17-й граф Килдэр (1632 — 5 марта 1664), женат на леди Элизабет Холлс
- Леди Элеонор Фицджеральд (18 мая 1634 — 3 августа 1681), жена с 1656 года Уолтера Борроуса, 2-го баронета (ок. 1620—1685)
- Достопочтенный Роберт Фицджеральд (ок. 1637 — 31 января 1697/1698), женат на Мэри Клотуорти, отец Роберта Фицджеральда, 19-го графа Килдэра
- Леди Элизабет Фицджеральд (1642—1697/1698), 1-й муж — Каллаган Маккарти, 3-й граф Кланкарти (ум. 1676), 2-й муж — сэр Уильям Дэвис (ум. 1687), лорд-юстициарий Ирландии.
- Леди Фрэнсис Фицджеральд, жена с 1659 года сэра Джеймса Шаена, 1-го баронета (ум. 1695)[2].